# レイ (スター・ウォーズ)
レイ（Rey）は、『スター・ウォーズ』シリーズに登場するキャラクターである。続三部作『スター・ウォーズ/フォースの覚醒』でメインキャラクターとして初登場した。レイは幼い頃から惑星ジャクーで独りで暮らす廃品回収業者だったが、レジスタンスのエースパイロットのポー・ダメロンのドロイドのBB-8とファースト・オーダーから脱走したストームトルーパーのフィンと出会いファースト・オーダーと戦うレジスタンス（新銀河共和国）の一員に加わる。フォースを扱うことができ、ルーク・スカイウォーカーやレイア・オーガナの教えを受けてジェダイの騎士となる。
英国人女優のデイジー・リドリーが演じる。日本語吹き替えは永宝千晶が担当。

## 創造とキャスティング

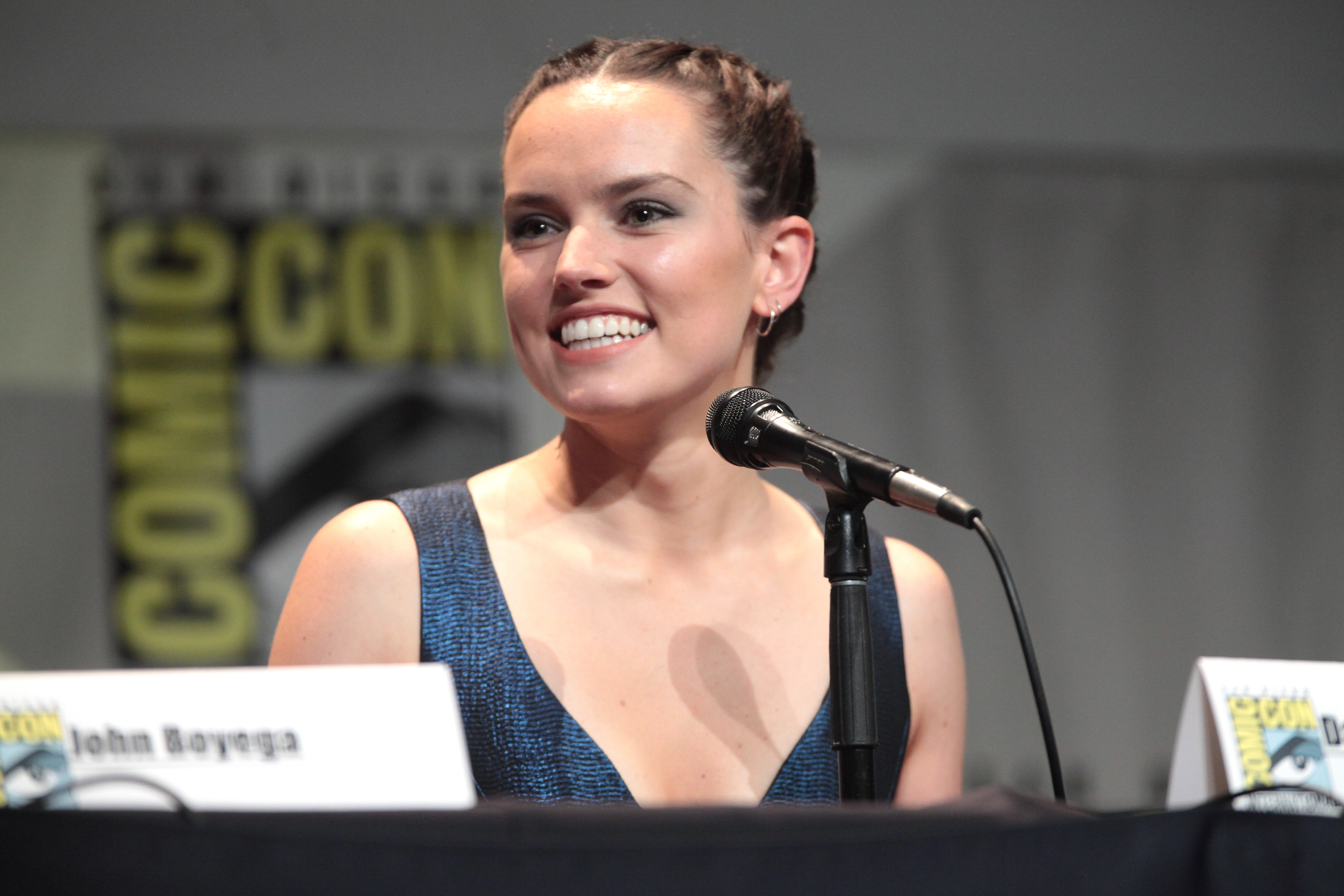
デイジー・リドリー　2015年のコミコン・インターナショナルにて

脚本家のマイケル・アーントは2012年中頃にルーカスフィルム社長のキャスリーン・ケネディから『スター・ウォーズ』続編三部作の脚本執筆を依頼され、彼は女性ジェダイのオリジンを描く物語であると説明されて関心を抱き、ジョージ・ルーカスと面会した。製作初期段階でキャラクターはキラ（Kira）という名前の女性キャラクターであり、アーントは彼女を「孤独で、短気で、メカオタクで、攻撃的」と説明した。アーントは彼女がルーク・スカイウォーカーとの早期の出会いの後に影を落とさないようにしつつ、物語の主人公として若い女性を紹介するのに苦労したと述べた。
新三部作に向けて女性主人公を創造するにあたり、監督・脚本のJ・J・エイブラムスは脚本のローレンス・カスダンとの最初の会談から女性を物語の中心に置くというコンセプトに興奮していたと述べた。彼は「我々は常にレイを中心的なキャラクターとして書こうと思っていた」、そして物語の他の女性の表現もまた重要だと語った。ケネディは「レイは次世代のルーク・スカイウォーカーだ」と述べた。レイのスカベンジャーとしての背景は彼女を「究極の余所者かつ究極の除け者」として描写しようとする制作陣の試行の一部であり、彼らは同時にそのような性質の人物は他のタイプの人々と比べて長い旅を経験する可能性が高いという考えた。
レイ役にキャスティングされる以前のデイジー・リドリーはほぼ無名であった。リドリーは約7ヶ月にわたってこの役のために何度もオーディションを受け、3ヶ月にわたってキャスティングされたことを秘密にしなければならなかったと述べた。2014年4月末、彼女はキャストの一部として発表された。この時点で彼女はテレビ番組の脇役の経験があるのみであった。彼女の経験不足と露出の少なさはエイブラムスがリドリーの起用を確信させた理由の重要な部分であった。エイブラムスはデイジーを「とても楽しく、凄い煌きを持ち」、感情的な場面を演出できたと述べ、「最初のテイクでそれを釘付けにした」と宣言した。エイブラムスはリドリーを「彼女は一瞬のうちにそれを自分のものにする才能を持って生まれた。彼女は内面と外面の両方で同時に動いている」と賞賛した。ケネディは「デイジーは私たちが探していたキャラクターにとって非常に重要な体つきを持っていた。彼女は何でも可能なその楽天主義を典型的に示している」と述べた 。リドリーがゲスト出演していた英国のテレビドラマ『法医学捜査班 silent witness』の監督のディサン・ラザレビッチは彼女の演技範囲を賞賛した上で「彼女は弱さと強さを組み合わせて表現することで複雑さをもたらし、彼女の目にはかなり複雑な部分を演じられる指標となる知性があった」と述べた。幼年期のレイ役でさらにケイリー・フレミングがキャスティングされた。
リドリーは自身が「疑いや不安でいっぱいだった」と告白したが、彼女はレイの期待はレイの中で自分と最も関連性が高いものであり、「それは私が想像していた中で非常に光っていると感じたにもかかわらず、オーディションを通して私を追いやるものだった」と述べた。リドリーはエイブラムスから最初の数テイクが「ぎこちなかった」と伝えられ、自身の撮影経験の浅さを思い返した。しかしながらリドリーとエイブラムスはレイを創造する過程で「信じられないほど協力的」であった。リドリーはキャラクターが「私たちが最初に始めた時からよりソフトに変化した。そしておそらく私の考えでは、アメリカ人に私は理解されない傾向にあると思われるので、そうならないように、台詞と全ての速度を落とし、本来の私よりソフトにした」と語った。レイのキャラクター像についてリドリーは「女の子のやり方に何らかの影響を与えるだろう」と述べ、さらにキャラクターが「必ずしも映画で女性を具体化するためのものではない。彼女は女性だけど、性別を超越している。彼女は男性とも女性とも話す」と付け加えた。雑誌『ELLE』のインタビューでリドリーはキャラクターについて「彼女はとても強い。彼女はクールでスマートで、自分自身を見守ることができる」、そして「若い女の子は彼女を考察し、望めばズボンを履けるのだと知ることができる。彼女らはその体を誇示する必要はないということだ」と説明した。
エイブラムスはレイのラストネームと生い立ちを『フォースの覚醒』で意図的に明かさなかったと述べた。彼はカイロ・レンの正体のみが自身の映画で明かされる唯一のものであると考え、レイの正体についても「かなり」知っているが、何も言わないことで『スター・ウォーズ/最後のジェダイ』の監督のライアン・ジョンソンに礼儀を示すことができると述べた。当初『エピソード9』を監督する予定であったコリン・トレヴォロウはレイの正体についての答えは「深く、ずっしり満足する」ものであり、レイは「『フォースの覚醒』の文脈だけでなく、この世界、銀河系全体で重要な存在だ。彼女はそれに値する」と述べた。リドリーはレイの両親の正体を知っていると述べている。
しかし、後年彼女の出自が度々変更されたことがリドリーの証言で明かされた。トーク番組「ジミー・キンメル・ライブ」の出演時に「当初はオビ＝ワンと繋がっていることにしようってなっていたの。（出自に関して）いろんなバージョンがあって、何者でもないっていう時もあった。毎回変わっていたの」と回答している。
作曲家のジョン・ウィリアムズはすぐにリドリーを気に入り、レイのテーマ曲を興味深い挑戦として作り上げたと述べた。彼は彼女のテーマ曲が愛のテーマを示唆しておらず、むしろフォースが注ぎ込まれた強い女性の冒険者のキャラクターなので、成熟した、思慮深いテーマであると述べた。

## 経歴

### 映画

#### 『フォースの覚醒』（2015年）
惑星ジャクーに独りで住むレイは廃船から取った部品を売って生計を立てつつ、幼少期に別れた家族との再会を待ち望んでいた。そんな中で彼女はアストロメク・ドロイドのBB-8を助け、さらに脱走したストームトルーパーのフィンと遭遇する。ファースト・オーダーの軍隊に襲われたレイたちはミレニアム・ファルコン号を奪ってジャクーから脱出する。ファルコン号は密輸業者のハン・ソロとその相棒のチューバッカにより貨物船に拿捕される。貨物船内でハンが危険なギャング団と対峙すると、レイは誤ってハンの厄介な貨物を解き放ってしまう。レイはフィンを助け、一同はファルコン号で脱出する。ハンはジェダイの伝説は真実であると告げ、ブラスターを与え、多くのことを学ばなければならないという。レイの腕前に感銘を受けたハンはファルコン号の航海士として雇おうとするが、彼女はジャクーに帰らなければならないと言って断る。
BB-8をレジスタンスに届けるために惑星タコダナのマズ・カナタの城に集まった後、ファースト・オーダーは彼らの存在を知らされる。レイは戦いから逃れるために一同から離れると言うフィンに失望する。彼女はマズが保管し、かつてはルーク・スカイウォーカー、それ以前は彼の父が所有していたライトセーバーによって城の地下室に引き寄せられる。ライトセーバーに触れた彼女はカイロ・レンが指揮する虐殺、ジャクーに置き去りにされた幼い自分自身、行方不明となっている銀河最後のジェダイ・マスターのルークのビジョンを目にする。マズはレイに彼女をジャクーに置き去りにした者たちは二度と戻らないだろうと諭し、フォースを学ぶのが唯一の選択肢であると告げる。しかし圧倒されたレイはライトセーバーを拒絶し、森へと逃げる。
ファースト・オーダーがマズの城を襲うとカイロ・レンはレイを捕らえ、その後レジスタンスが到着する。レンは彼女をスターキラー基地へと連行し、BB-8が示したルークの居所を記す地図の内容を尋問する。レンはフォースを使ってレイの心を読み、彼女がハンを父親のように思っていることを知る。レイは抵抗して逆にレンの感情を読み、彼がダース・ベイダーのように強くはなれないのではないかと恐れていることを露呈させる。ファースト・オーダーの最高指導者スノークはレンからレイの能力について報告を受けると、彼女を連れてくるように命じる。看守のストームトルーパー1人と共に拘束されているレイはジェダイのマインド・トリックを使って自身を解放させる。脱出の方法を探すために基地の中を走るレイは助けに来たフィン、ハン、チューバッカと合流する。彼らはカイロ・レンが父であるハン・ソロを殺害するのを見て驚愕する（ホズニアン事変・タコダナの戦い）。
彼らは森を通って基地を脱出しようとするがレンが立ちふさがり、レイとルークのライトセーバーを持ったフィンとの戦いになる。レンはフィンに重傷を負わせ、彼からルークのライトセーバーを取り上げようとするがレイはフォースによってそれを奪い彼女と負傷したレンの戦いとなる。当初苦戦するレイはレンから修行の誘いを受けるが拒絶し、ライトセーバーとフォースを使ってレンを倒す。レイはミレニアム・ファルコン号でチューバッカと負傷したフィンと共に崩壊する惑星から脱出し、レジスタンス基地へと戻る（スターキラー基地の戦い）。レジスタンスが勝利を祝う中、レイはレイアと共にハンの死を嘆きまだ意識が戻らないフィンを見舞う。レイはBB-8と再起動したR2-D2から提供された情報を使ってルークの居場所を探し当てる。レイ、チューバッカ、R2はファルコン号で海洋惑星オク・トーを訪れ、ルークを発見したレイはライトセーバーを差し出す。

##### 関連作品及び商品
若年層の読者を対象としたグレッグ・ルッカ著のアンソロジー本『STAR WARS フォースの覚醒前夜 〜ポー・レイ・フィン〜』（Star Wars: Before the Awakening, 2015年）では『フォースの覚醒』以前のポー、レイ、フィンらの動向が描写されている。同作では貧しいレイが如何にして宇宙船の操縦技術を身に付けたのかが明らかにされている。
ジェイソン・フライ著の『レイのサバイバル日記』（Rey's Survival Guide, 2015年）はレイの一人称視点から彼女自身と故郷の惑星ジャクーが描写される。アラン・ディーン・フォスターによる『フォースの覚醒』の2015のノベライズ版でもまたレイは視点となるキャラクターである。
テレビゲーム『ディズニー インフィニティ3.0』と『レゴ スター・ウォーズ/フォースの覚醒』でもレイは登場し、どちらもリドリーが声優を務めている。同様にストラテジーゲーム『スター・ウォーズ: フォース・アリーナ』にも登場する。
当初、レイがフィーチャーされた玩具が存在しないことがファンから指摘されていた。ハズブロは『フォースの覚醒』を基にしたモノポリーを発売したが、レイはその中から排除されていた。批判を受けたハズブロはネタバレを防ぐためにレイを除いたのであり、今後発売予定の玩具にはレイは含まれると発表した。ルーカスフィルムのライセンスを受けているポール・サザンは彼らから「レイのフォースの覚醒」とライトセーバーを持つ彼女を秘密にするように要望されたと述べた。彼はまたレイの商品の需要は過小評価されていると述べた。エイブラムスは「私は映画の主人公が明らかにスター・ウォーズ界の巨大な商品であるのにうまく対応していないのは不条理で間違っていると言いたい」と語った。『スター・ウォーズ』商品におけるレイの相対的な欠如に関してCBBCのプレゼンターで声優のクリス・ジョンソンは「今日まだまだいくらかの玩具会社は女の子が『スーパーヒーロー』の玩具で遊ぶとは考えておらず、また男の子は女性キャラクターに興味を持っていないと考えていることは私を落胆させる」と語った。

#### 『最後のジェダイ』（2017年）
『フォースの覚醒』の続編である『スター・ウォーズ/最後のジェダイ』でもレイが登場し、引き続きデイジー・リドリーが彼女を演じた。
レイは「最後のジェダイ」でも中心人物の一人である。劇中前作「フォースの覚醒」のラストシーンからレイはルークにライトセーバーを渡すが、ルークはそれを捨ててレイを無視してしまう。彼女は、レイアとレジスタンスに代わり、ルークにファースト・オーダーとの戦いを終わらせるよう協力を彼に頼むが、ルークはこれを拒否し、レイに個人的に彼の元に来た理由を尋ねた。彼女はフォースとの経験を彼に打ち明け、自分の能力と可能性を恐れていることを彼に告げた。ルークはレイにフォースのやり方の3つのレッスンを与えることに同意した。その間、レイはカイロ・レンとの突然のフォースのつながりを感じ、カイロ・レンは、ルークがジェダイのマスターの弟子である間に自身を殺そうとしたことを彼女に伝えた。互いにフォースのつながりの中で手を触れた時、レイはカイロ・レンの中で葛藤を感じたため、彼を説得してライトサイドに連れ戻す決心をする。レイはもう一度ルークに彼女と一緒に来てレジスタンスに参加するよう頼んだが、どうしても断られたため、レイは彼のことを諦めて出発し、単独でカイロ・レンの元に向かった。
カイロ・レンはレイを連れてスノークの前に連れて行った。スノークはルークにたどり着くためにレイとカイロ・レンの間にフォースのつながりを作ったと言った。スノークはレイを拷問したりフォースで拘束したりし、レジスタンスの危機を見せて最終的にレンに彼女を殺すよう命令する。だがレンはフォースで操るルークのライトセーバーでスノークを謀殺し、レイと共にスノークのガードと並んで戦う。決闘に勝ったカイロ・レンはレイに暗黒面やジェダイの遺産とは別の新しい秩序を共にもたらそうと誘ったが、レイは拒否した。カイロ・レンはレイを動揺させようとレイの両親は誰でもなくすでに死んでいると言及したがレイは彼に加わることを拒否し、フォースを使用してカイロ・レンが持っているルークのライトセーバーを取り返そうとする。カイロ・レンがそれを引きとどめようとして最終的にライトセーバーを2つに分けてしまう。その後レイはスノークの脱出艇に乗ってミレニアム・ファルコンとの合流に向かう。
レイはチューバッカが操縦するファルコンに戻ると、ファースト・オーダーの注意を逸らしてレジスタンスの生き残りを避難させるのに集中した。彼女はフォースを使用してレジスタンスのメンバーをファルコンに乗せ、フィンやレイアと再会した。レイはフォースを通してルークの死を感じ、レイアが「平和と目的」で彼の終わりに会ったことを安心させる。ルークのライトセーバーの残骸を手にしたレイは残されたものからレジスタンスを再構築する方法をレイアに尋ね、レイアはレイに向かって身振りで示し必要なものはすべて手に入れたと言った（レジスタンス艦隊への追撃）。

#### 『スカイウォーカーの夜明け』（2019年）
スカイウォーカー・サーガの完結編となる『スターウォーズ/スカイウォーカーの夜明け』でもデイジー・リドリーがレイを演じる。おそらくリドリーがレイを演じるのはこれが最後だと言われている。
クレイトの戦いから1年後、レイはレジスタンスの潜伏先の惑星エイジャン・クロスで、レイアの監督のもとジェダイとしての修行を積んでいた。劇中冒頭では過去のジェダイとの交信も試みているが、この時は失敗している。パルパティーン復活の報を受けたレジスタンスが行動に移ろうとする中、レイはルークのもとから持ち出したジェダイの書物でシスの惑星エクセゴルとエクセゴルへの道標となる｢ウェイファインダー｣の存在、そしてルークがエクセゴルへの道を探していたことを知った。
レイはフィン、ポー、チューバッカ、BB-8、C-3POと共にファルコン号でルークの探求が途絶えた惑星パサーナへと向かい、そこでシスの信奉者オーチが使用した船を探すが、レジスタンスを追うファースト・オーダーと小競り合いになる。何とか追跡を逃れた一行は直後に流砂に飲まれ真下の洞窟に落ちたが、レイが洞窟の出口を塞いでいたクリーチャーをフォースの力で癒し、脱出に成功した。
一行はオーチの船を見つけたが、レイはカイロ・レンの接近を察知し1人で相対することになった。彼女は地上でレンのTIEウィスパーを撃墜したが、フィンからチューバッカがファースト・オーダーとレン騎士団に捕まったことを聞き、兵員輸送船をフォースの力で引き留めようとする。直後に戻ったレンも輸送船を引き寄せレイを妨害したが、レイが力を込めた瞬間に指先からフォース・ライトニングが放たれ、輸送船を撃墜してしまう。一行はパサーナからの脱出に成功したがチューバッカを殺してしまったと思い込んだレイは悲嘆にくれ、その中で自身がシスの玉座に座るビジョンを見た。
続いてシスの古代文字解読のために向かった惑星キジーミでレイがチューバッカの生存を感じ取り、彼を収容しているスター・デストロイヤーに乗り込む。レイはフィンやポーと別れてレンの部屋へ向かうが、地上にいたレンとの交信とそれに続く戦闘の中で自身の正体を仄めかされ、後にハンガーデッキで直接対面した際に、自分が元皇帝シーヴ・パルパティーンの孫「レイ・パルパティーン」であると明かされた。
スター・デストロイヤーから脱出したレイはエンドアの海の月ケフ・バーへと向かう。ウェイファインダーが墜落した第2デス・スターの残骸の中にあると分かるとレイは単独でデス・スターへ乗り込んだ。彼女は玉座の間でパルパティーンが保管していたウェイファインダーを見つけたが、暗黒面に堕ちたレイ自身のビジョンを目にしてしまい更にウェイファインダーも後を追ってきたカイロ・レンによって砕かれてしまう。そのままレンと戦闘になり、残骸を飛び移りながら剣戟を繰り広げるが死の床にあるレイアから呼びかけられたレンが心を乱した隙を突き彼の腹をライトセーバーで刺して勝利した。しかしレイ自身もレイアの死を感じ取っており、戦いが終わった後は涙ながらに想いを吐露しレンを治療すると彼のTIEウィスパーに乗ってケフ・バーを去った（パサーナ/キジーミ/エンドアの月の任務）。
自身がパルパティーンの血族であるという事実を知り、更に自分が暗黒面に堕ちるビジョンまで見た事から自暴自棄になったレイは生前のルークと同じようにオク・トーにこもって現実から逃避しようとしていた。乗ってきた戦闘機を燃やしてライトセーバーをその炎の中に投げ込んだその時、フォースと一体化したルークの霊体がそれを受け止め “ジェダイの証しを粗末に扱うものじゃない”と諭す。レイはルークからレイアが自分を皇帝の孫だと知った上で訓練を付けていたことを知り、それでも彼女の中に光を見出したのだと諭されたことで再起。レンがムスタファーで手に入れていたダース・ヴェイダーのウェイファインダーとレイアのライトセーバーを携え、ルークのXウイングに乗ってパルパティーンが待つ惑星エクセゴルへと赴き同時にルートを残すことでレジスタンスをエクセゴルへと導いた。
エクセゴルでパルパティーンと対面したレイはパルパティーンが自身をレイに殺させることで彼女を新たなシス卿としようとしていたことを知る。彼に言われるがままにルークのライトセーバーを起動したレイだったが、そのライトセーバーをベン・ソロとして暗黒面から脱退したレンにフォースを通して受け取らせパルパティーンを殺すことを拒絶した。
パルパティーンの護衛を倒したレイはベンと合流するが、パルパティーンは2人のフォースを奪って真の復活を果たしてしまう。パルパティーンがベンを吹き飛ばしレジスタンスの艦隊をフォース・ライトニングで追い込む中で彼女は過去のジェダイとの交信に成功し、先人たちの声を聞いたレイは再び立ち上がった。「余こそシスの全て」と嘯きフォース・ライトニングでレイを攻撃するパルパティーンに対し「私こそジェダイの全て」と宣言し、ルークとレイアのライトセーバーを使ってライトニングを偏向させることでパルパティーンを消滅させた（エクセゴルの戦い）。
戦いが終わった後、力を使い果たしたレイは息絶えてしまうが這い上がってきたベンが自分の命を犠牲にして蘇生を行ったことで復活を果たす。戦いの後にスカイウォーカー家の故郷である惑星タトゥイーンを訪れてルークが育ったラーズ農場跡にスカイウォーカー兄妹のライトセーバーを埋める。その後彼女に声をかけた住民に氏名を聞かれた際には自身を「レイ・スカイウォーカー」と名乗った。

### テレビ

#### 『フォース・オブ・デスティニー』（2017年）
レイはミクロシリーズ『スター・ウォーズ/フォース・オブ・デスティニー』に登場し、リドリーが声優を務めた。

## キャラクター像

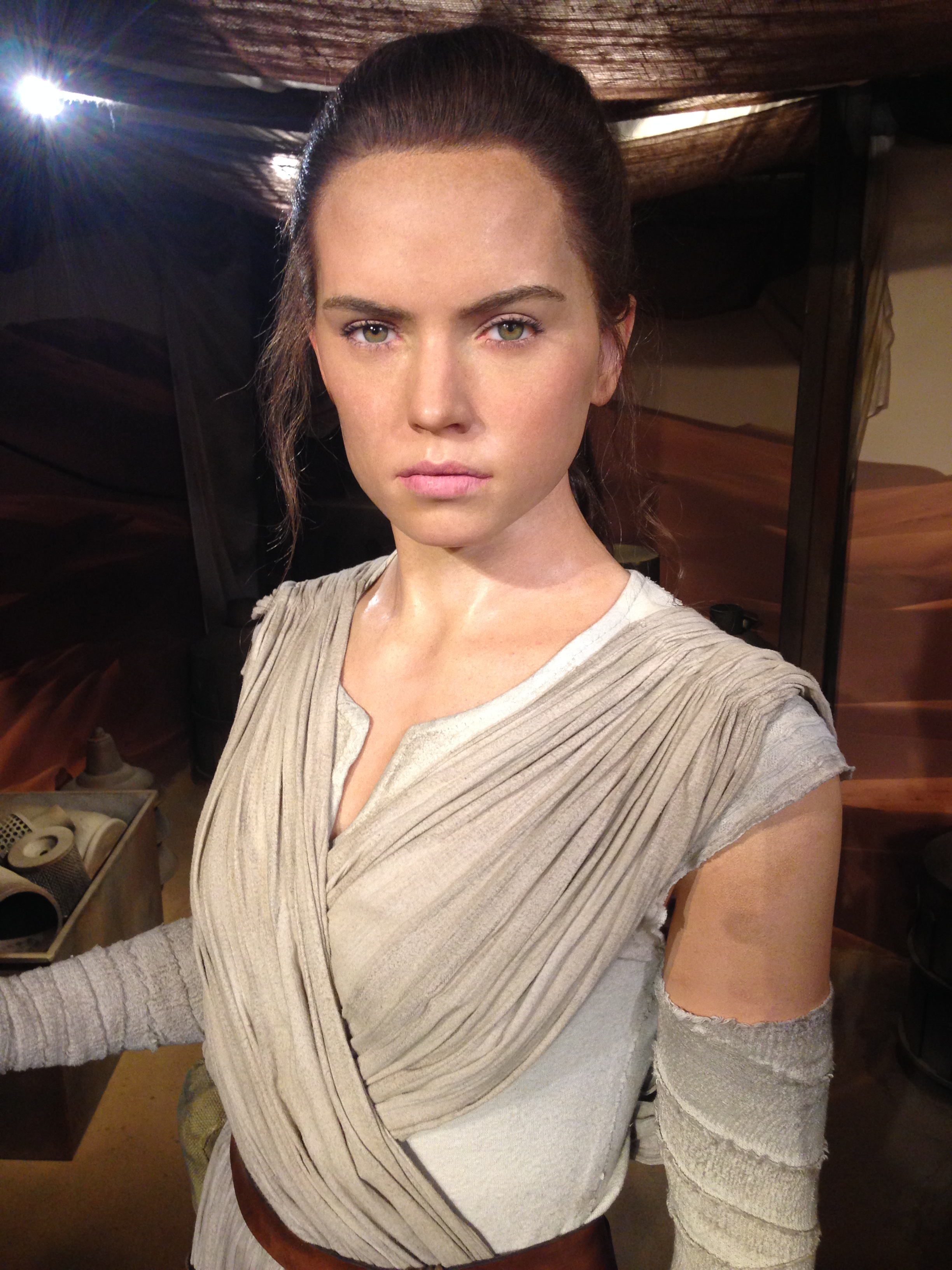
レイのコスプレ（ロンドンにて）

『フォースの覚醒』でのレイは19歳の女性と設定されている。レイは頑固で頭がよく、勇敢で楽観的で友人との信義に厚い。『ヴォックス』のマシュー・イグレシアスはルークと彼女を比較し、「レイはルークほど未熟者ではない」と評した。
『ジ・アトランティック』のメイガン・ガーバーはレイが「非常に迅速で、ファイターとして非常に熟達していると証明している」と述べた。レイは非常にフォースに敏感であり、アナキン・スカイウォーカーが最初に所有し、その後息子のルーク・スカイウォーカーに受け継がれたライトセーバーを彼女が手にした時にそれが明らかとなる。訓練を受けていない時点でも彼女は高度なフォースの技能を使うことが出来、さらに負傷中で暗黒面の力を使って痛みを弱めて戦っていたカイロ・レンを倒した。
『MSNBC』のアダム・ヒューズは「この映画での最も愉快なサプライズの1つは主役の女性キャラクターの強さである」と指摘し、レイが「新たなフェミニスト・アイコン」に繋がっていると付け加えた。それに関連して『ヒットフィックス』のエミリー・ローマはレイが「『スター・ウォーズ』の女性キャラクターの中で私たちが求めていた全て」であると主張し、そのキャラクター像が「独立し、熟練し、スクラッピーで、タフで、助けを必要としない」ものであることを賞賛した。しかしながらローマは「レイがジェダイのマインド・トリックとライトセーバーでの戦い方を訓練なしで習得したスピードはファン・フィクション的なものだ。レイはオタクなフェミニストの願望だ」とも指摘した。『ザ・ヴァージ』のタシャ・ロビンソンはレイが「標準的な問題を抱えるDIDシチュエーションに陥り、それから可能な限り自分自身を救済する」と指摘した。

## 評価
キャラクターとリドリーの演技は概ね賞賛された。『ウォール・ストリート・ジャーナル』のジョー・モーゲンスターンはレイは「カンフー・スターのスタイリッシュな獰猛さを持つ女戦士」であると評し、「（リドリーは）イングランドで育つ若手女優として獲得していかなければならない技能を持って生まれたに違いない」と賞賛し、さらに「もしも彼らが間違った人物をキャスティングした際、映画やその続編がどうなったかを想像するのは難しいが、ここではデイジー・リドリーが控えめな栄光に満ちており、すべて銀河は事もなしだ」と続けた。リチャード・ローパーはリドリーによるレイの演技を「躍動的なパフォーマンス」と説明し、続けてキャラクターを「タフで才能があり、スマートで勇敢だ」と評した。『エンターテインメント・ウィークリー』のニコール・スペリングは映画を鑑賞後に自身のエッセイに「彼らはレイがどれほど可愛らしいかについてコメントしない。レイは権力の中にある男の性的な対象だったので、彼らは怯むこどはなかった。彼らはただ強さを感じた。同等だ」と書いた。
ファンの一部からはレイが『フォースの覚醒』内で経験に乏しいにもかかわらずあまりにも熟達しているので、彼女が「メアリー・スー」タイプのキャラクターになってしまっていると指摘された。『ザ・ヴェルゲ』のタシャ・ロビンソンは「それを直視すれば、レイ は メアリー・スー・キャラクターの一種だ」と認めた。しかしながらロビンソンは「彼女は規格外の能力、非人間的な反応速度、あらゆる疑問に対する巧妙な返答を持つ幻想的な幸せなキャラクターである、だが他の主要な『スター・ウォーズ』のヒーローたちもそうである」と続けた。一方でまたこの用語は固有のジェンダー的偏見があると指摘されており、レイを「メアリー・スー」に分類して、旧三部作の男性キャラクターが同様の批判に晒されないのはダブルスタンダードであると指摘された。『ヴォックス』のキャロライン・フランクは「レイ批判への私の無条件反射はそれが完全に間違いであったが、私は彼女の長所を疑うことが本来の女嫌いではないと認めなければならない。本当の問題は舞台の中に否定できない偽の平等が存在することだ」と書いた。
レイのユニークな髪型は『フォースの覚醒』公開前後から注目を集めており、オリジナル三部作のレイアのそれと比較され、人気になるかどうか論争を巻き起こした。
リドリーはレイを演じたことにより第42回サターン賞（en:42nd Saturn Awards）主演女優賞の候補に推された。
レイには架空のキャラクターを対象とするReel Women in Technology Awardの1人目の受賞者となった。
ジョージ・ルーカスの元妻でオリジナル三部作の編集者であるマーシア・ルーカスは「制作側は女性の観客にアピールすることが重要だと考えているため、今、主人公はジェダイの力を持っているはずのレイですが、いかにして彼女がジェダイの力を手にしたのか、彼女が何者なのかもわかりません。最悪です。ストーリーラインが拙劣で酷い。本当に酷い」とレイの設定を酷評した。